# Pipturus ceramicus
Pipturus ceramicus är en nässelväxtart som beskrevs av Friedrich Anton Wilhelm Miquel. Pipturus ceramicus ingår i släktet Pipturus och familjen nässelväxter. Inga underarter finns listade i Catalogue of Life.